# آکام (کشتی‌گیر)
آکام (انگلیسی: Akam؛ زادهٔ ۲۰ مهٔ ۱۹۹۳) کشتی‌گیر، و کشتی‌گیر کشتی حرفه‌ای اهل کانادا است.